# ARCA Helen
ARCA Helenは、ルーマニアの非政府組織ARCA Spaceによって開発された実験観測ロケットである。高度8kmまで気球で上昇してから発射される。ARCA Helenのミッション3は2009年11月14日に実施されたが、点火に失敗した。2010年4月にHelen 2と称した後継機へと移行、Helen 2は高度38.7 kmまで到達した。
ARCAはAeronautics and Cosmonautics Romanian Associationのアクロニムである。2002年にAnsari X Prizeレースに参加する事を決め、それまでは小型のロケットを打ち上げていた。